# Сакис Арсениу
Сакис Арсениу (грч. Σάκης Αρσενίου, Тесалоника, 19. март 1984) је грчки поп-фолк певач.

## Биографија
Свој први ЕП цд Аноикса Фтера је објавио 2008. године, а затим и други Амартиа 2009. године. Популарност је стекао наступајући у Карамели, популарном ноћном клубу у Атини. Учествовао је у четвртој сезони грчке верзије програма Плес са звездама. Највећи хит му је песма Еротокстименос с којом се такмичио на грчком избору за песму Евровизије. Први албум Με Κάποιον άλλον објавио је 2013. године. Доста његових песама је доступно у преводу на српски језик на разним јутјуб каналима љубитеља грчке музике.

## Дискографија

### Албуми
- Άνοιξα φτερά (2008, ЕП)
- Αμαρτία (2009,ЕП)
- Με Κάποιον άλλον (2013, албум)[3]

### Синглови
- Ερωτοχτυπημένος (2011)
- Όλλα για όλλα (2011)
- Τι λες (2011)
- Πάνω κάτω (2011)
- Δώσε πόνο (2013)
- Οξυγόνο (2014)
- Φίλε (2014) са Киријакосом Кианосом
- Κόλαση (2015)
- Μια Πληγή (2015)
- Μ' Ακούς (2016)
- Φτάνει (2016)
- Άδειοι Αναπτήρες (2016)
- Έτσι Είμαι Εγώ (2016)
- Κόκκινα Φανάρια (2016)
- Σαββατιάτικα (2017)
- Μη Βλέπεις Που Γελάω (2017)
- Σε Θέλω Λέμε (2018)
- Λέγεται Καρδιά (2018)
- Όσο Χρόνο Χρειαστείς (2018)
- 1 & 1 (2019)
- Μη (2019)
- Σκληρή Καρδιά (2020)
- Παίρνω Πίσω Την Αγάπη (2020)
- Δεν Θέλω Να Βλέπω Κανένα (2021)
- Τι Θα Κάνεις Τώρα (2023)
- 100% (2023)[4]
- Τρεις (2024)